# W Virginis
W Virginis är en pulserande variabel av Cepheid-typ i stjärnbilden Jungfrun. Den är prototypstjärna för en underkategori av cepheidvariabler som sålunda kallas W Virginis-variabler (CWA) som tillhör typ II-cepheiderna och har en ljusvariation som sträcker sig över 10-20 dygn och är av spektraltyp F6 – K2.
Stjärnan varierar mellan visuell magnitud +9,46 och 10,75 med en period av 1,72736 dygn.